# Clas Almquist
Clas Almquist, född 6 juni 1904 i Stockholm, död 14 oktober 1980 i Malmö S:t Petri församling, var en svensk arkitekt. Han var son till Bror Almquist.
Almquist utexaminerades från Kungliga Tekniska högskolan 1928 och från Kungliga Konsthögskolan 1930. Han var anställd hos Carl-Axel Stoltz i Malmö 1931–1943, bedrev egen verksamhet tillsammans med Ludvig Nilsson 1943–1953, därefter ensam från 1953. Han var medarbetare i Blandaren 1928. Almquist är begravd på Brunskogs kyrkogård.

## Verk i urval
- Hotell Neptun, Citadellsvägen 4, 1953
- Danzig 17, flerbostadshus, Södra Promenaden 7, 1940
- Höken 54, kontor m.m., Baltzarsgatan 12, 1935 (tillsammans med Thure J. Hall)
- Ribersborgsskolan, Kilian Zollsgatan, 1945 (tillsammans med Ludvig Nilsson)
- Hildegard 4, flerbostadshus, Ingelstadsgatan 6, 1945 (tillsammans med Ludvig Nilsson)
- Albo 7, flerbostadshus, Västra Ryttmästaregatan 17, 1944
- Sävedal 5 och 6, flerbostadshus, Skvadronsgatan 4 och 6, 1938
- Anders 21, villa, Beleshögsvägen, 1937
- Djupadalsskolan 1961
- Geijersskolan (tillsammans med Ludvig Nilsson)